# Călugăru
Călugăru – wieś w Rumunii, w okręgu Teleorman, w gminie Botoroaga. W 2011 roku liczyła 1003 mieszkańców.